# Crotone drimydis
Crotone drimydis är en svampart som först beskrevs av Joseph-Henri Léveillé, och fick sitt nu gällande namn av Theiss. & Syd. 1915. Crotone drimydis ingår i släktet Crotone, och familjen Venturiaceae.   Inga underarter finns listade i Catalogue of Life.